# Lordi
Lordi ist eine 1992 gegründete finnische Hard-Rock- und Heavy-Metal-Band. Sie ist bekannt für ihre ungewöhnlichen Bühnenkostüme, die Zombies und Monster darstellen.
Ihre Musik ist eine Mischung aus traditionellem Hard-Rock, der an Bands wie Kiss, Twisted Sister, Accept, Zodiac Mindwarp, W.A.S.P. oder Alice Cooper erinnert, versetzt mit modernen Elementen wie elektronischen Klängen. Europaweite Bekanntheit erlangten sie 2006 mit dem Sieg im Eurovision Song Contest, auf den Lordi bisweilen reduziert wird.

## Aktuelle Mitglieder
Mr. Lordi (Tomi Putaansuu) (* 15. Februar 1974 in Rovaniemi) ist der Sänger und Gründer der nach ihm benannten Band. Mit acht Jahren erlernte er Keyboard, Gitarre, Bass und Schlagzeug. Ihn faszinierte die Musik der Band Kiss. Später wurde er Präsident ihres finnischen Fanclubs KISS Army.
Er ist Anhänger des Hard-Rocks der 1980er Jahre, was den Musikstil seiner Band erklärt.
Mr. Lordi bildete sich selbst zum Make-up- und Spezialeffektkünstler aus. Daher lag es nahe, dass er auch sämtliche Kostüme seiner Bandmitglieder entwarf. Sein eigenes Kostüm hat ausklappbare Fledermausflügel und 20 cm hohe Plateauschuhe als Extra. Er ist seit Anfang August 2006 mit der vier Jahre jüngeren Johanna Askola verheiratet, die als seine persönliche Assistentin fungiert.
Hiisi trat 2019 als Nachfolger von Ox der Band bei. Er stellt mit seinem Kostüm einen reptilischen Troll aus der Arktis dar.
Mana ist seit 2012 Schlagzeuger bei Lordi und ersetzte den zuvor verstorbenen Otus. Sein Kostüm stellt in erster Linie den Zombie eines Pastors dar, hat aber auch insektoide Bestandteile.
Hella ist seit 2012 die Keyboarderin bei Lordi und ersetzte in dieser Funktion Awa. Ihr Kostüm stellt eine lebensgroße Puppe dar.
Kone ist seit 2022 der Gitarrist bei Lordi und stellt einen biomechanischen Roboterkobold dar. Er ersetzte Amen in dessen Funktion.

## Ehemalige Mitglieder
Magnum (Sami Wolking) (* 8. November 1973 in Helsinki) war der Bassist von Lordi in den Jahren 1998 bis 2002. Er wurde durch Kalma ersetzt. Sein Kostüm erinnerte an einen Kampfroboter.
Amen (Jussi Sydänmaa) (* 26. Juni 1972 in Mäntsälä) war von 1996 bis 2022 der Gitarrist von Lordi. Er verkörperte eine Mumie. Sein Kostüm bestand anfangs nur aus ein paar Bandagen, bis er dieses im Jahr 2006 gegen ein effektvolleres Kostüm eintauschte, das ihn wie einen wieder auferstandenen Pharao aussehen lässt.
Kalma (Niko Hurme) (* 11. November 1974) spielte als Nachfolger von Magnum den Bass und sang ebenfalls Background. Kalmas Kostüm stellte einen Biker-Zombie dar. Er war von 2002 bis 2005 bei der Band und brachte sich selbst bei, sein Instrument zu spielen. Kalma wurde von Ox abgelöst.
2011 beteiligt er sich als Teil von Stala & So. an der finnischen Vorentscheidung zum Eurovision Song Contest. Der Name Kalma stammt von der Göttin des Todes und der Verwesung aus der finnischen Mythologie.
Enary (Erna Siikavirta) (* 8. November 1977 in Espoo) war von 1997 bis August 2005 als Keyboarderin bei Lordi und genoss eine Ausbildung als Konzertpianistin. 1998 war sie mit Children of Bodom auf Tour. Von 1998 bis 2001 spielte sie in der finnischen Metal-Band Grain, die sich jedoch 2001 auflöste. Im August 2005 wurde ihr aufgrund einiger persönlicher und musikalischer Differenzen nahegelegt, die Band zu verlassen. Sie wurde von Awa abgelöst.
G-Stealer (Sami Keinänen) (* 1973 in Rovaniemi) war bis 1998 der Bassist Lordis. Er verließ die Band, da er aus beruflichen Gründen von Finnland nach England auswanderte.

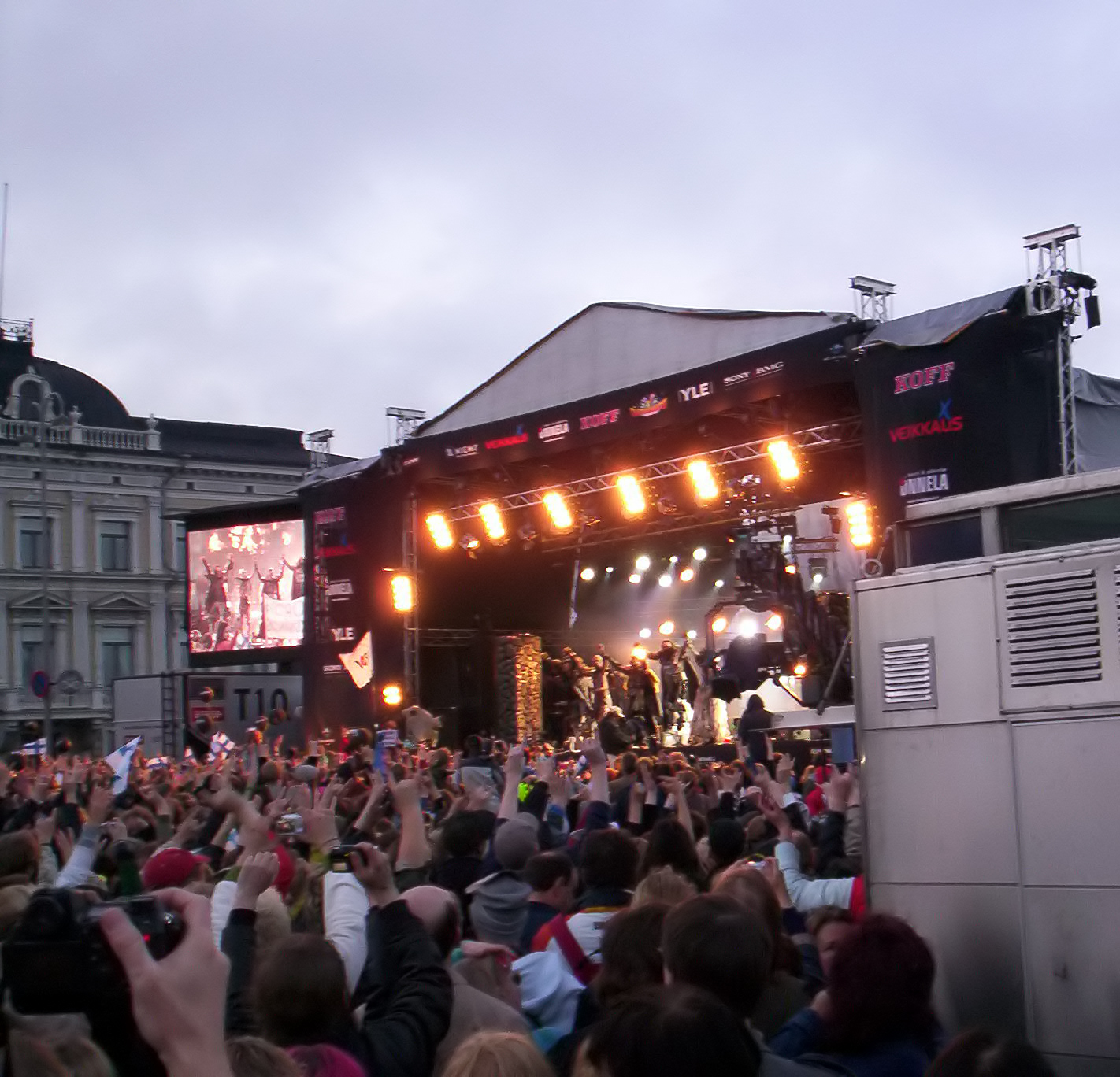
Open-Air-Konzert von Lordi in Helsinki

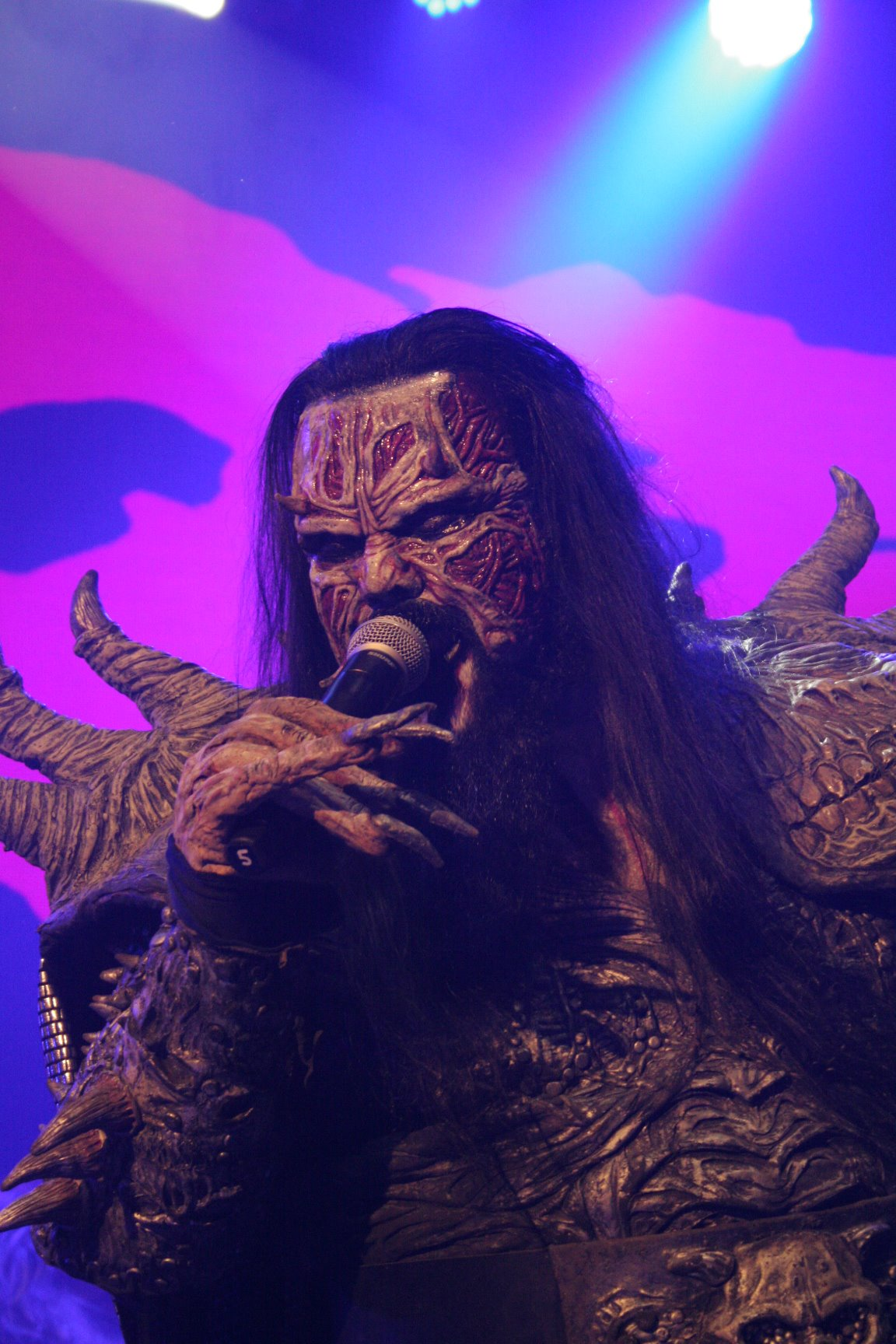
Mr. Lordi

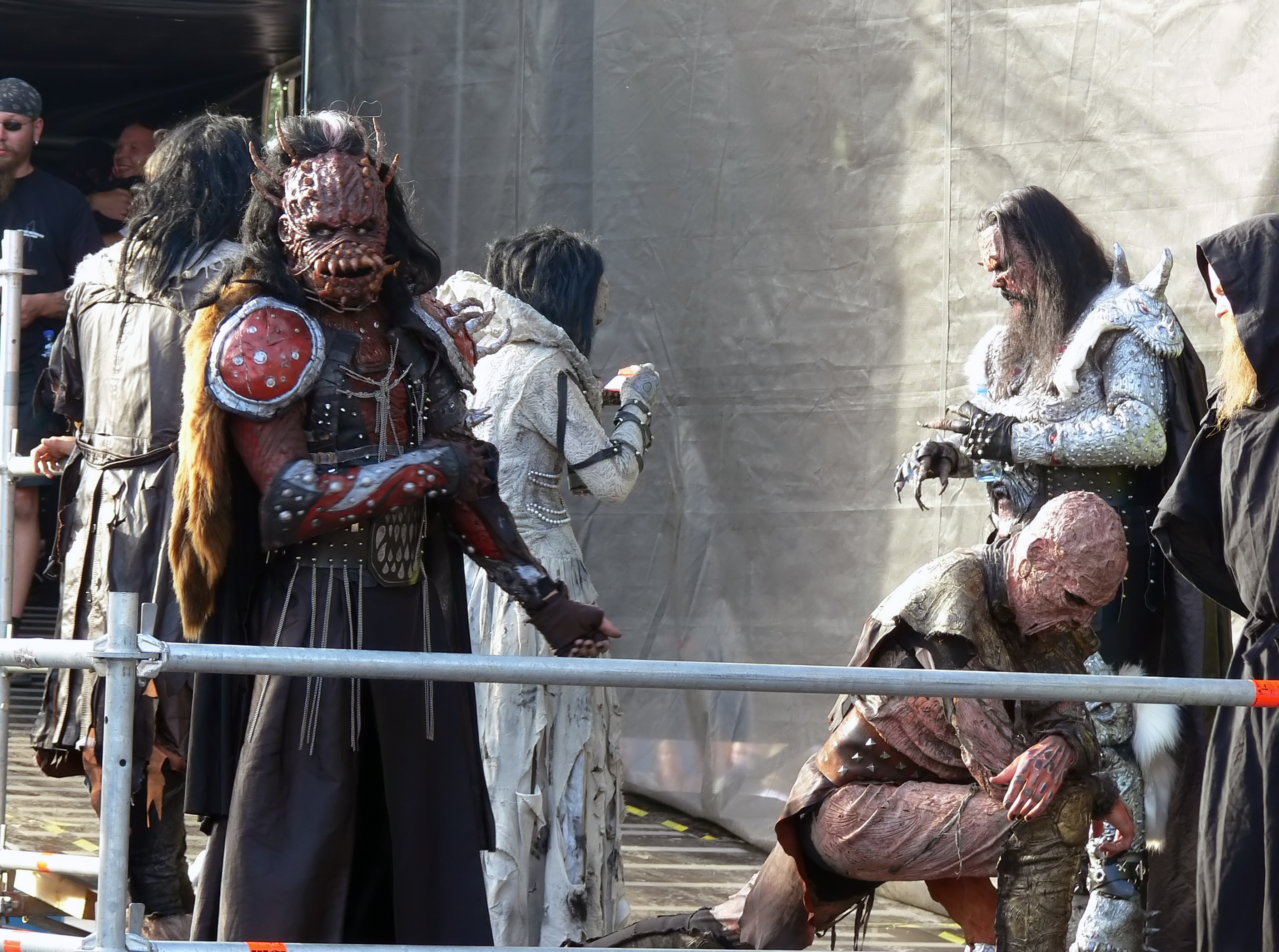
Lordi Backstage

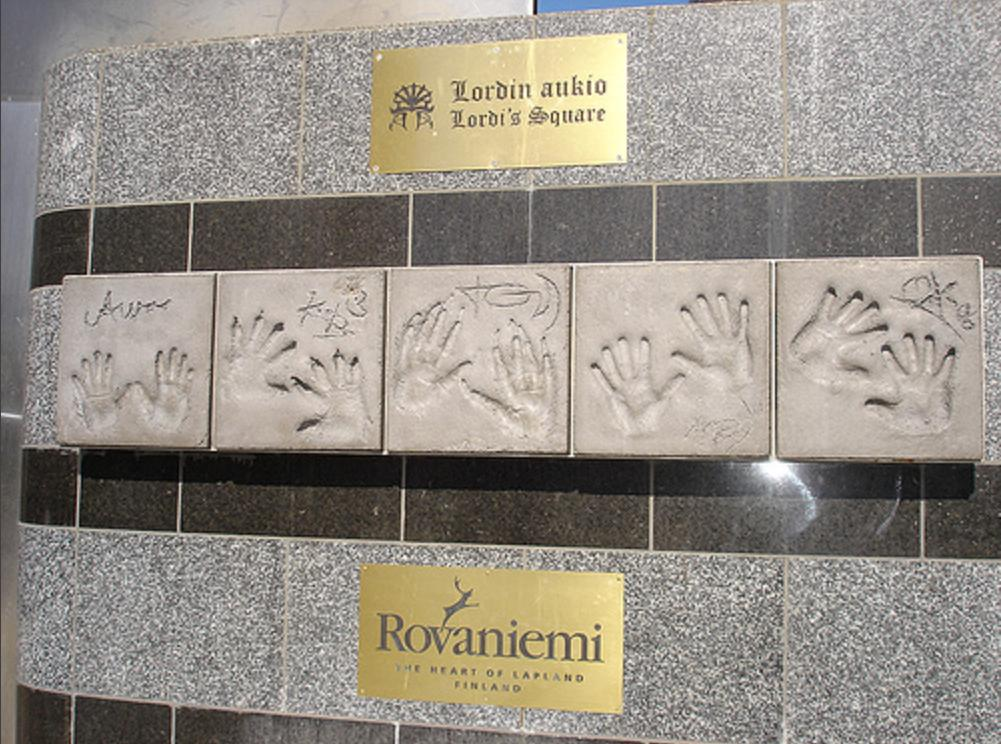
Lordi-Platz in Rovaniemi

Kita (Sampsa Astala) (* 23. Januar 1974 in Vantaa) war der Schlagzeuger der Band und stellte ein außerirdisches Monster dar. Er kam 2000 zu Lordi und war zusätzlich für den Hintergrundgesang verantwortlich. Sein Name bedeutet übersetzt ungefähr „der Rachen“. Kita ist, entgegen den Vorwürfen er sei Satanist, bekennender Christ. Er verließ 2010 die Band, um sich seiner eigenen Karriere zu widmen, die im direkten Gegensatz zu Lordis Image steht.
2011 beteiligt er sich als Teil von Stala & SO. an der finnischen Vorentscheidung zum Eurovision Song Contest.
Otus (Tonmi Lillman) (* 3. Juni 1973 in Kouvola; † 13. Februar 2012) war von 2010 an bis zu seinem Tod im Jahre 2012 Schlagzeuger bei Lordi und stellte damit den Nachfolger von Kita dar. Er ist auf keinem Album der Band zu hören.
Awa (Leena Peisa) (* 16. März 1979 in Porvoo) war die Keyboarderin von Lordi und zur Zeit ihrer Mitgliedschaft die einzige Frau in der Band. Sie stieß im Herbst 2005 zur Band und ersetzte das ehemalige Mitglied Enary. Bereits mit fünf Jahren erlernte sie das Klavierspielen und war anschließend in verschiedenen Bands Mitglied. So sang und spielte sie beispielsweise in der esperantosprachigen Band Dolchamar. 2012 verließ Awa die Band aus eigener Entscheidung.
Ox (Samer el Nahhal) (* 11. Juli 1975 in Espoo) stieß im Oktober 2005 zur Band und blieb bis 2019 ihr Bassist. Anfangs übte er zusammen mit dem ehemaligen Mitglied Kalma, bevor er dessen Stellung übernahm. Im Januar 2006 spielte er dann zum ersten Mal zusammen mit der Band auf der Bühne. Er ist ägyptischer Abstammung väterlicherseits.

## Bandgeschichte

### 1992–2000
Die Band wurde 1992 von Mr. Lordi ins Leben gerufen und nach seinem Spitznamen benannt. Vier Jahre lang wurde Lordi als Soloprojekt betrieben, bis erst Amen und kurz darauf G-Stealer dazustießen.
Lordi versuchte von nun an, einen Plattenvertrag zu erhalten, was sich jedoch als schwierig herausstellte, was vor allem auf die unkonventionelle Paarung des Outfits, das an eine Death- oder Black-Metal-Band denken lässt, zur Musik der Band zurückzuführen war.
Um 1998 kamen dann mit Enary und Kita zwei weitere Bandmitglieder hinzu, wodurch nun fünf Instrumente in der Band vertreten waren, was sich bis heute nicht änderte.
Ein Jahr später stand Lordi dicht vor der Veröffentlichung ihres Debütalbums Bend Over and Pray the Lord, die sich aber wieder zerschlug, da das Musiklabel bankrottging. Noch im selben Jahr verließ G-Stealer die Band wieder, da er aus beruflichen Gründen nach England auswanderte. Er wurde durch Magnum ersetzt.

### 2000–2006
Nach fast zehn Jahren Bandgeschichte erhielt Lordi jedoch einen Plattenvertrag bei BMG Finland. Im Januar 2002 erschien daraufhin die Single Would You Love a Monsterman, die in Finnland ein Überraschungshit wurde und Platz eins der Charts erreichte sowie vergoldet wurde. Es ist das einzige Video der Band, auf dem Magnum als Bassist zu sehen ist, da er kurz nach der Veröffentlichung der Single ausstieg und durch Kalma ersetzt wurde.
Circa neun Monate später erschien dann mit Get Heavy das erste Studioalbum der Band, das in Finnland Platz drei der Charts und Platin-Status erreichte. Der Bass des Albums wurde noch von Magnum eingespielt, auf dem Cover ist allerdings schon Kalma zu sehen und Magnum wird nur in einer Danksagung erwähnt.
Anfang 2003 erschien dann die zweite Single Devil Is a Loser, die jedoch nicht ganz den Erfolg der ersten beiden Veröffentlichungen erreichte. Ab Dezember 2002 traten Lordi auch live auf, wobei besonders der Auftritt auf dem Wacken Open Air 2003 einen Erfolg darstellte.
2004 veröffentlichten Lordi ihr zweites Album The Monsterican Dream. Im Gegensatz zu seinem Vorgänger, auf dem von den Bandmitgliedern nur Mr. Lordi am Songwriting beteiligt war, wurden hier Songs von allen Bandmitgliedern veröffentlicht, was aber laut Mr. Lordi nicht vorher geplant war. Als Singles wurden Blood Red Sandman und My Heaven Is Your Hell veröffentlicht, von denen ersteres Platz eins der finnischen Charts erreichte.
2005 verließen Enary und Kalma unabhängig voneinander die Band. Enary wurde von den anderen Bandmitgliedern nahegelegt, die Band zu verlassen, da persönliche und musikalische Differenzen aufgetreten waren. Kalma verließ die Band, da er sich nach eigener Aussage nicht mehr als effektiven Teil der Band sah, spielte jedoch noch den Bass für das nächste Album The Arockalypse ein. Sie wurden durch Awa (Keyboard) und Ox (Bass) ersetzt.

### Gewinner des Eurovision Song Contests 2006
Im März 2006 nahm Lordi am finnischen Vorentscheid zum Eurovision Song Contest 2006 teil. In der ersten Runde, die am 13. Januar 2006 stattfand, wählte das Publikum zuerst einen von jeweils zwei Titeln der zwölf Vorentscheidungsteilnehmer aus, mit dem die jeweilige Gruppe dann in der zweiten Runde gegen die gewählten Titel der anderen Teilnehmer antrat.
Lordi traten mit den Titeln Hard Rock Hallelujah und Bringing Back the Balls to Rock, die beide ihren Ursprung im Hard Rock hatten, im ersten der vier Semifinale an, welches im finnischen TV2 um 20:00 Uhr live ausgestrahlt wurde. Unterstützt wurde die Gruppe dabei vom Leadsänger der Thunderstones Pasi Rantanen, der zu beiden Songs Background-Vocals beisteuerte. Eine knappe Mehrheit der Finnen entschied sich für den ersten Titel, der somit auch Lordis erste Singleauskopplung des Albums The Arockalypse werden sollte.
Im Finale des finnischen Vorentscheids am 10. März 2006 konnten sich Lordi mit 42,2 % der Stimmen gegen elf Mitbewerber durchsetzen.
Sie vertraten somit Finnland im Semifinale in Athen am 18. Mai 2006. Dort konnten sie sich als einer von zehn Beiträgen für das Finale qualifizieren, wo sie mit der Nummer 17 einzogen.
Lordi gewann am 20. Mai 2006 den Eurovision Song Contest 2006 mit 292 Punkten. Sie schlugen damit Dima Bilan aus Russland (248 Punkte) und Hari Mata Hari aus Bosnien-Herzegowina (229 Punkte) mit 44 bzw. 63 Punkten Vorsprung. Mit diesem Erfolg wurden Lordi der erste finnische Teilnehmer sowie die erste Hard-Rock-Band, die den Eurovision Song Contest gewann. Wie nach dem ESC-Finale bekannt wurde, gewannen Lordi bereits das ESC-Semifinale mit ebenfalls 292 Punkten vor Bosnien-Herzegowina (267 Punkte) und Russland (217 Punkte).
Die Gruppe wurde eine Woche nach ihrer Rückkehr aus Athen am alten Fischmarkt in Helsinki von 70.000 Finnen empfangen. Die finnische Staatspräsidentin Tarja Halonen übergab der Band hierbei für die Förderung finnischer Musik in aller Welt einen überdimensionalen bronzenen Schlüssel. Zudem führte diese Veranstaltung zu einem Eintrag in das Guinness-Buch der Rekorde; der Empfang wird dort als Massen-Karaoke geführt. Die nordfinnische Stadt Rovaniemi, der Heimatort des Sängers Lordi, benannte zu Ehren der Band ihren zentralen Platz von Sampo-Platz (Sampo-aukio) in Lordi-Platz (Lordin aukio) um.
Das ebenfalls 2006 erschienene Album The Arockalypse erreichte nicht nur in Finnland Platz eins, sondern auch in Deutschland Platz sieben der Charts und wurde vergoldet. Auf der CD arbeitete die Band mit vielen ihrer Idole zusammen. So wirkten Udo Dirkschneider, Sänger von U.D.O. und ehemals Accept, Bruce Kulick, Gitarrist von Union und ehemals Kiss, sowie die beiden Twisted-Sister-Mitglieder Dee Snider und Jay Jay French an je einem Song des Albums mit.
Neben Hard Rock Hallelujah wurden von diesem Album auch Who’s Your Daddy?, It Snows in Hell sowie They Only Come Out at Night als Singles ausgekoppelt.
Anlässlich des Eurovision Song Contests 2007 in Helsinki gab die finnische Post am 9. Mai 2007 einen Bogen mit vier Briefmarken heraus. Auf einer Briefmarke ist Mister Lordi Tomi Putaansuu, auf der zweiten die komplette Band Lordi, auf der dritten die früheren finnische Eurovisionsteilnehmer Laila Kinnunen (1961), Marion Rung (1962, 1973), Kirka (1984) und Katri Helena (1979, 1993) sowie auf der vierten das Symbol des Eurovision Song Contest mit der finnischen Fahne zu sehen.

### 2008 bis heute
Am 31. Oktober 2008 erschien das vierte Studioalbum Deadache weltweit. Wie schon bei den vorherigen drei Alben wurden die Kostüme (allerdings nur leicht) verändert. Als Singles wurden im Februar 2008 Beast Loose in Paradise sowie im September 2008 Bite It Like a Bulldog und im Dezember desselben Jahres der Titelsong des Albums Deadache veröffentlicht.
2008 erschien der Horrorfilm Dark Floors, in dem die Mitglieder von Lordi mitspielten; zudem war Mr. Lordi auch am Drehbuch beteiligt. Obwohl es sich um den teuersten finnischen Film aller Zeiten handelte, mit Lordi eine prominente Band involviert war und im Vorfeld viel Marketing betrieben wurde, blieb der Film jedoch kommerziell hinter den Erwartungen zurück. 
Am 20. Februar 2009 erschien das Best-of-Album Zombilation. In der Bonusversion gibt es noch einen Livemitschnitt aus Stockholm 2006 dazu.
2010 erschien das fünfte Album der Band, Babez for Breakfast. Erneut arbeiteten Lordi für einen Song mit Bruce Kulick zusammen. Das Album erreichte Platz neun der finnischen Charts und stellt damit das in Finnland erfolgloseste Album der Band dar. Als Singles wurden This Is Heavy Metal und Rock Police ausgekoppelt, wobei ersteres jedoch nur limitiert und letzteres nur als Download verfügbar war. Es ist das letzte Album, auf dem Kita als Schlagzeuger zu hören ist. Er verließ die Band bald darauf und wurde durch Otus ersetzt.
Am 15. Februar 2012 gab die Band bekannt, dass ihr Schlagzeuger Otus aus bisher ungeklärter Ursache verstorben sei. Am 25. Juli desselben Jahres folgte die Nachricht, dass die Band sich von ihrer Keyboarderin Awa auf deren Wunsch hin nach einem Jubiläumskonzert zum 20-jährigen Bandbestehen beziehungsweise dem 10-jährigen Jubiläum des Debütalbums Get Heavy am 11. August des Jahres trennen werde.
Am 17. Dezember 2012 wurden die neuen Mitglieder Hella (Keyboard) und Mana (Schlagzeug) offiziell auf der Lordi-Homepage vorgestellt, zusammen mit den neuen Kostümen der gesamten Band. Gleichzeitig wurde bekanntgegeben, dass das neue Album den Namen To Beast or Not to Beast tragen würde. Auch gaben sie die Information preis, dass sie sich im Frühling 2013 auf Europa-Tour begeben würden, mit neun Auftritten auch in Deutschland.
Am 14. Januar 2013 wurde auch die Tracklist und das Albumcover, das wie alle Artworks und Kostüme der Band von Mr. Lordi selbst angefertigt wurde, des neuen Albums veröffentlicht und außerdem bekanntgegeben, dass die erste Single zum Album "The Riff" heißen und am 8. Februar erscheinen würde. Am 22. Januar wurde dann das Erscheinungsdatum des neuen Albums auf den 1. März 2013 vorverlegt und die US-Veröffentlichung auf den 19. März 2013 bestimmt. Das Album erreichte in Finnland Platz acht der Charts.
Das achte Studioalbum "Sexorcism" (AFM Records) wurde am 24. Mai 2018 veröffentlicht. Diesem gingen zwei Singles ("Naked in my Cellar" & "Your Tongues got the Cat") voraus.
Am 14. März 2019 kündigte Ox, der Bassist der Gruppe, in den sozialen Medien an sich nach dem Sommer aus der Band zurückzuziehen. Grund dafür sei nicht ein "Drama, keine größeren Probleme oder ähnliches", sondern schlicht das Gefühl sich mit etwas anderem innerhalb des Musikbereichs beschäftigen zu müssen. Als Nachfolger von Ox kam 2019 Hiisi in die Band.
Im Jahr 2022 gehen Lordi mit der schwedischen Band Sabaton als deren Vorband bei der „Tour To End All Tours“ auf Europa-Tournee.
Ebenso trennte man sich 2022 vom langjährigen Gitarristen Amen. Nach dessen Ausscheiden trat Kone in die Band ein und übernahm die Funktion des Gitarristen.

## Bandmitglieder

Lordi live auf dem Metal Frenzy 2025 in Gardelegen
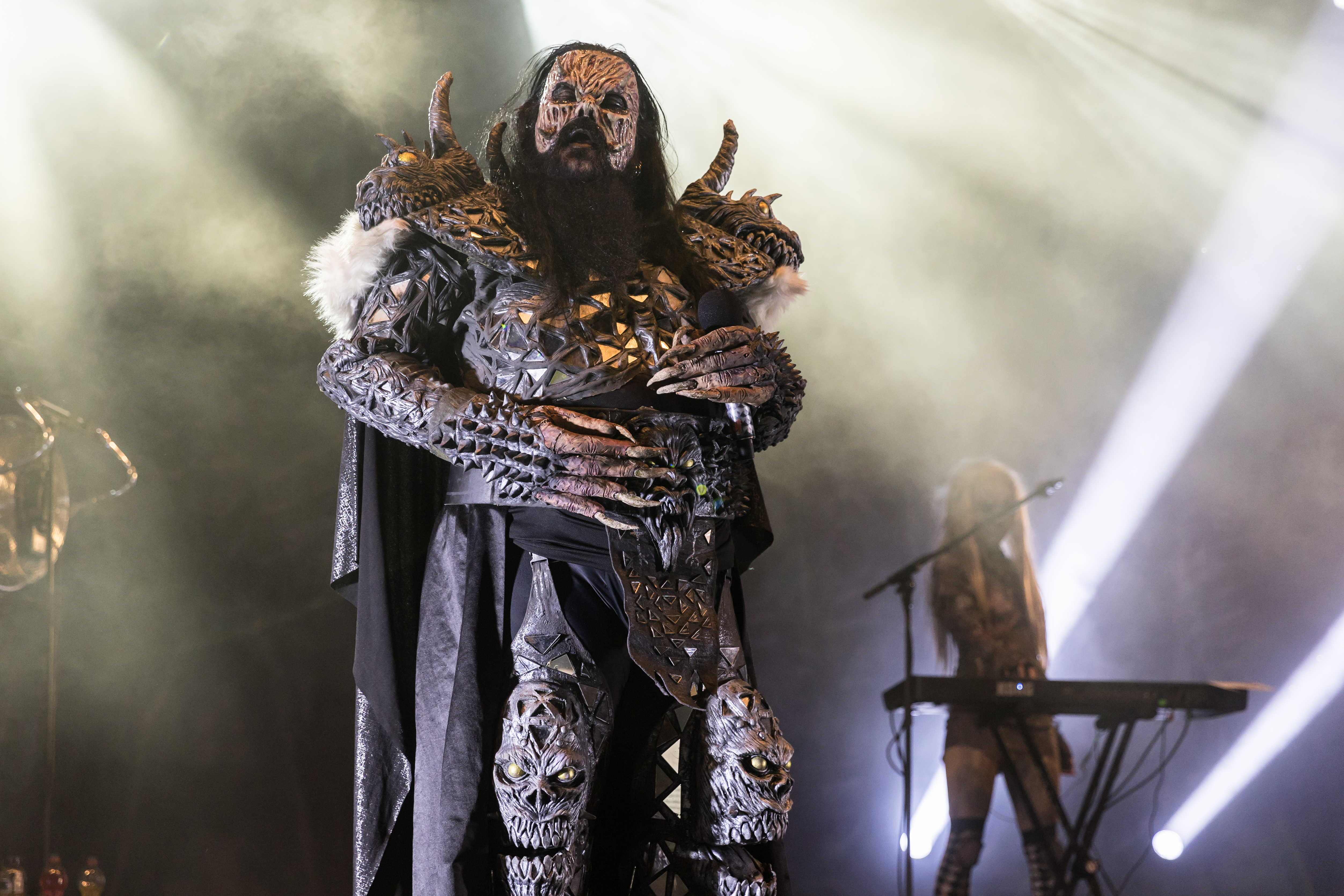
Sänger Tomi „Mr. Lordi“ Putaansuu
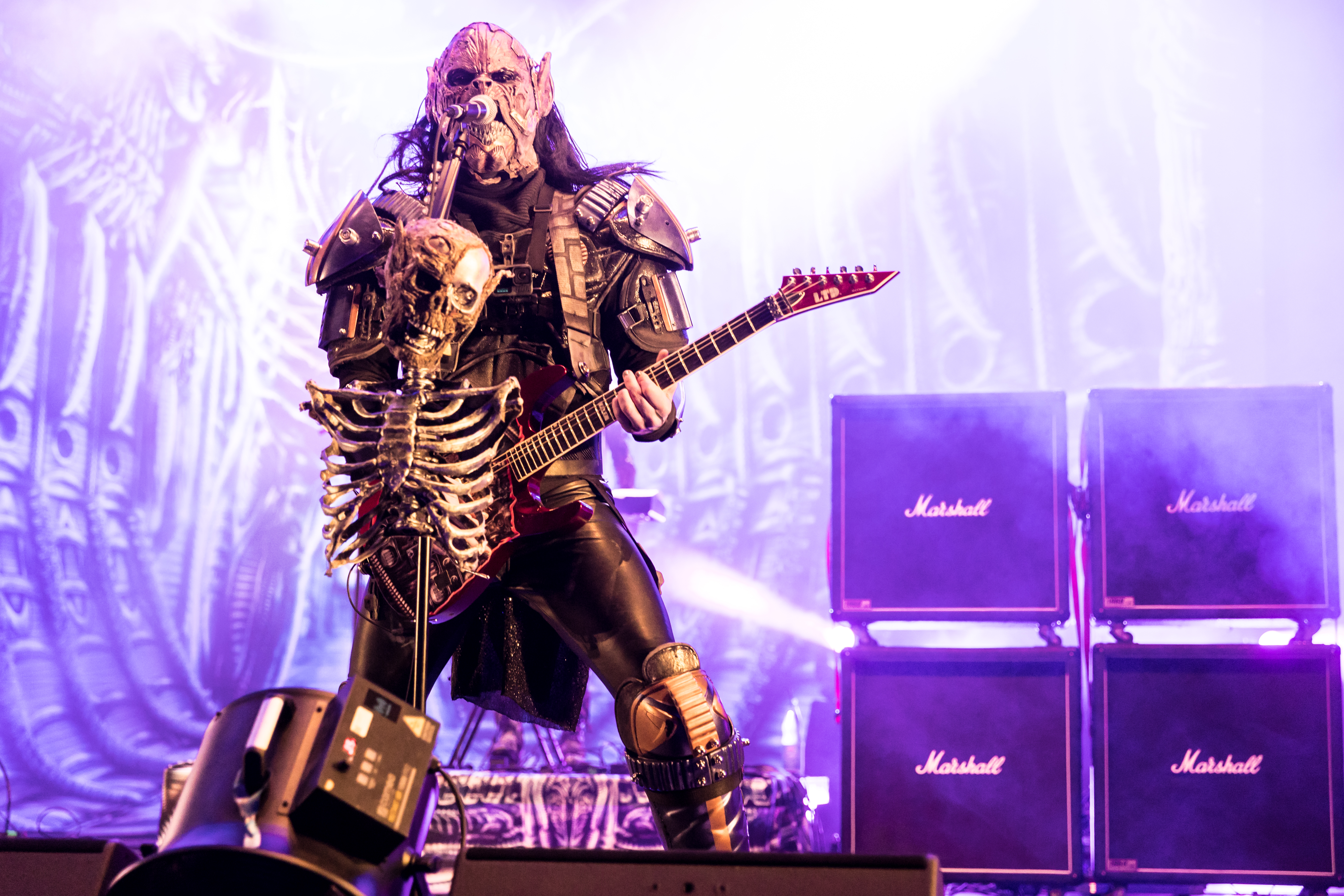
Gitarrist Kone
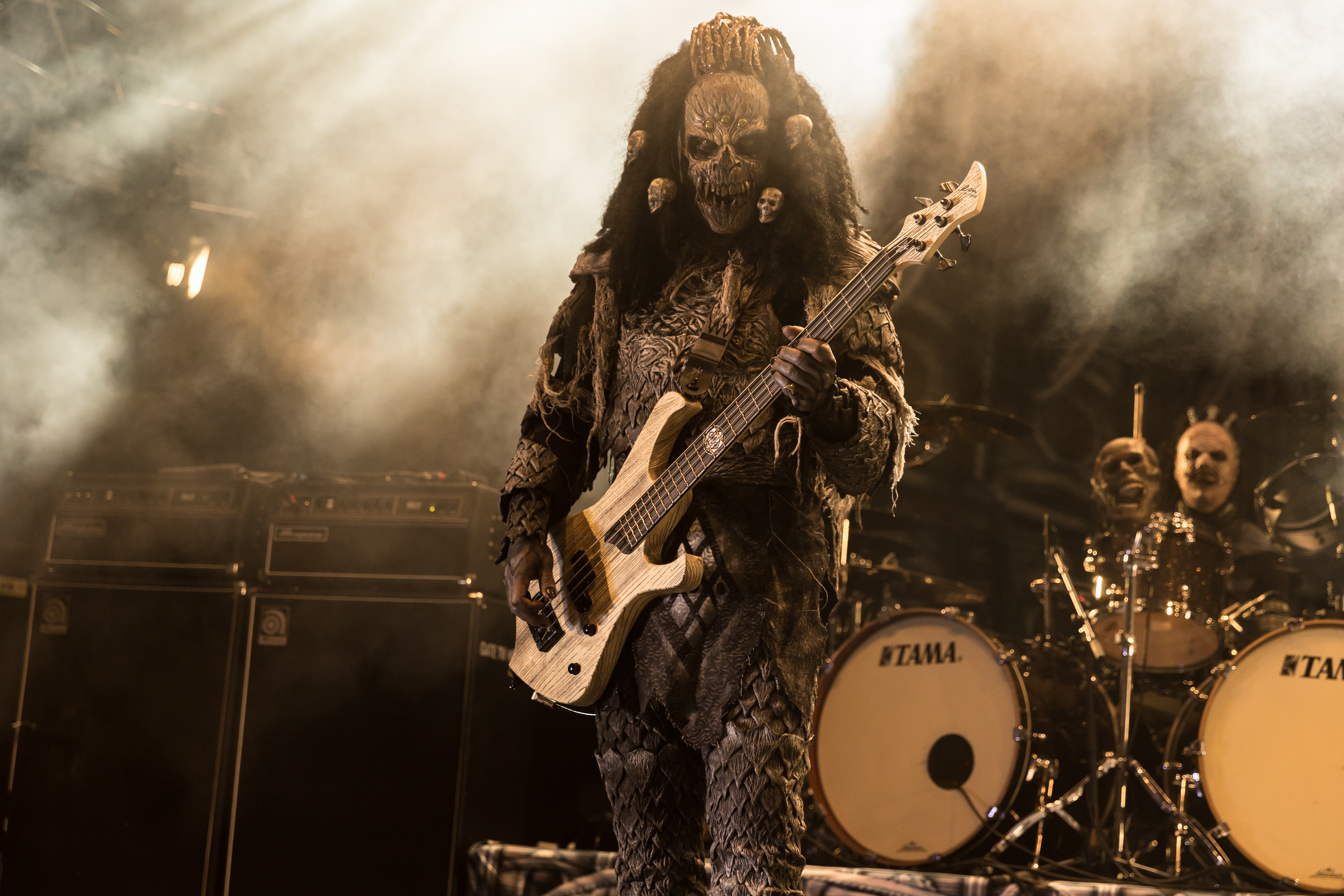
Bassist Hiisi
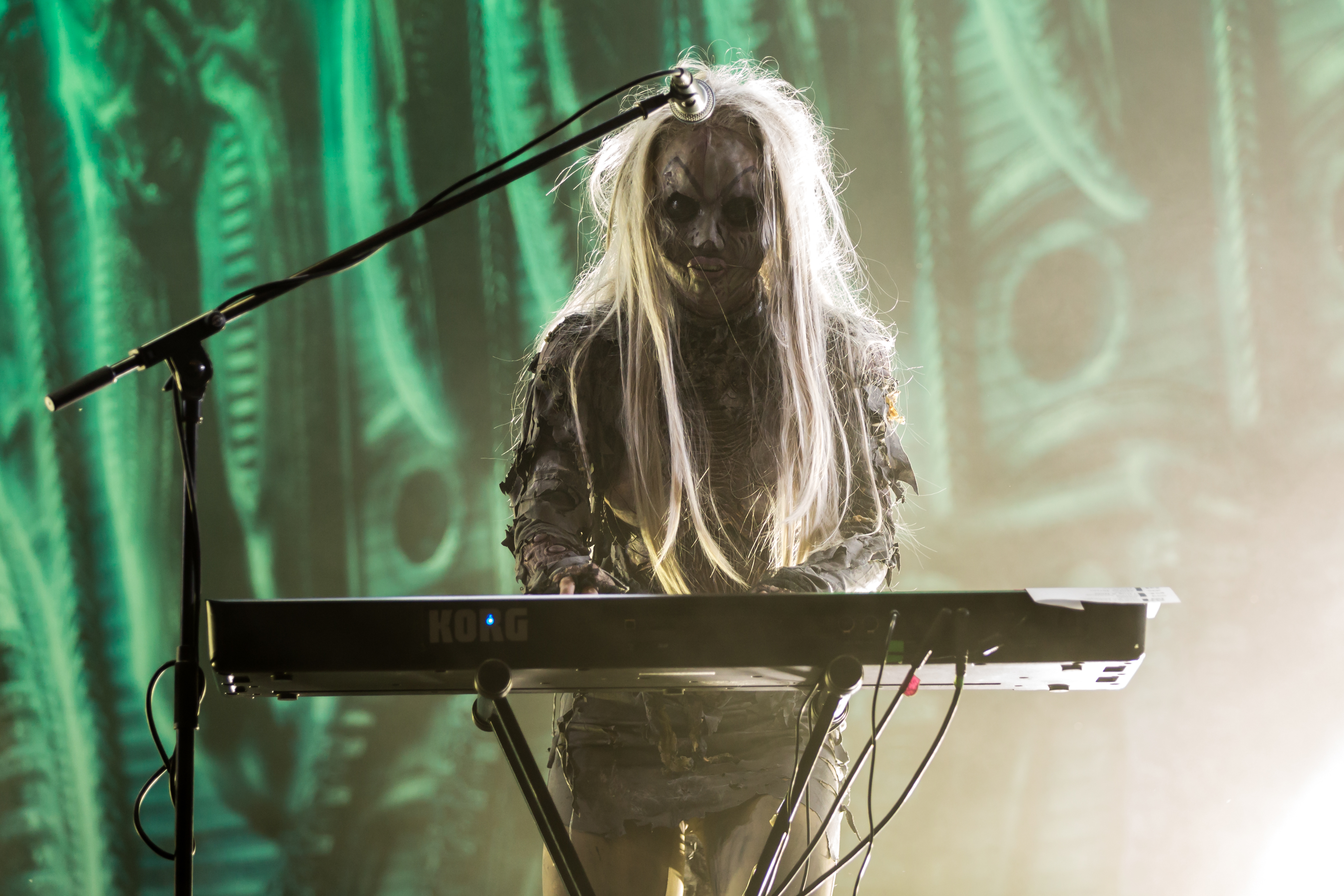
Keyboarderin Hella
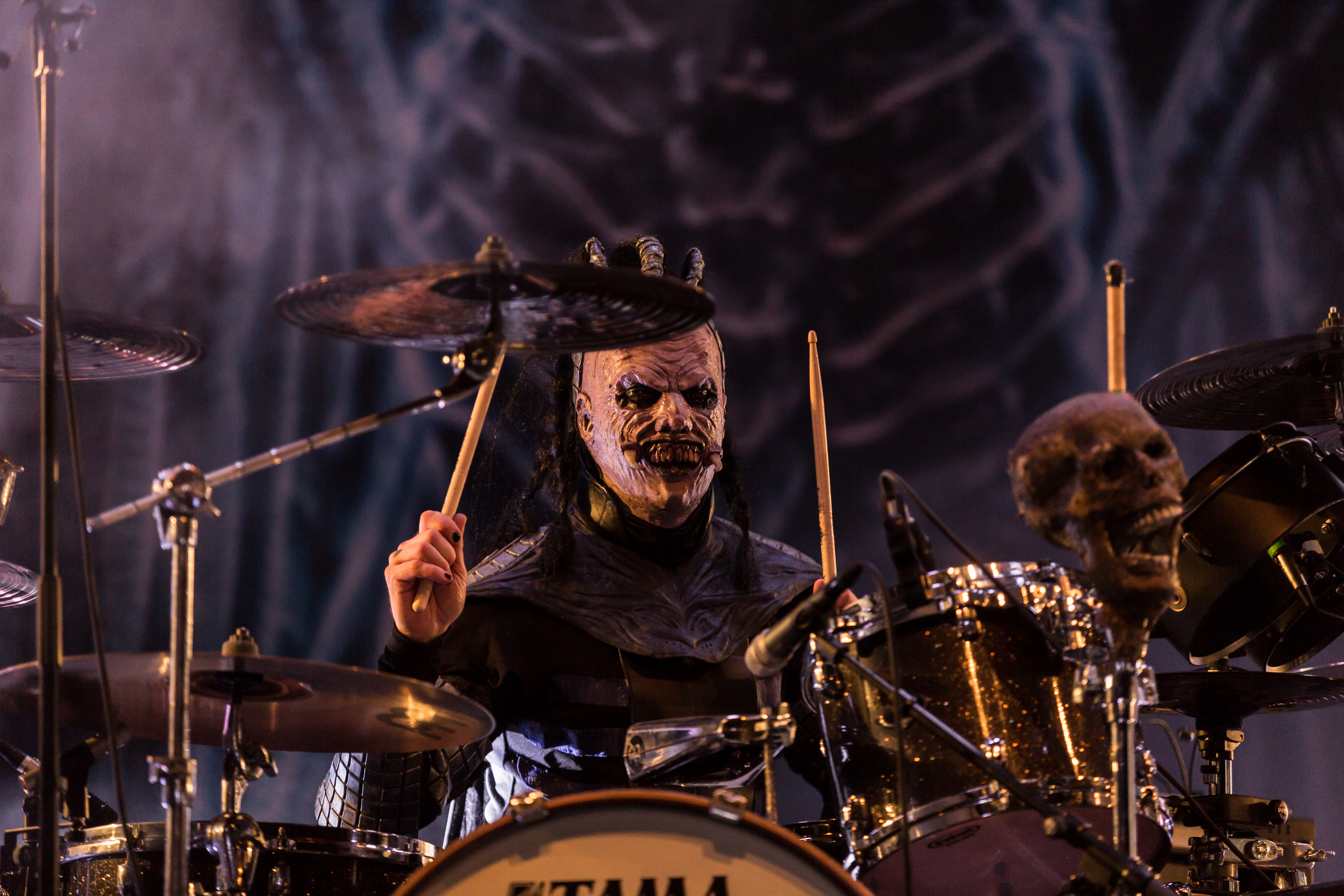
Schlagzeuger Mana

## Diskografie
Studioalben

| Jahr | Titel Musiklabel                                       | Höchstplatzierung, Gesamtwochen, AuszeichnungChartplatzierungen (Jahr, Titel, Musiklabel, Platzierungen, Wochen, Auszeichnungen, Anmerkungen) | Höchstplatzierung, Gesamtwochen, AuszeichnungChartplatzierungen (Jahr, Titel, Musiklabel, Platzierungen, Wochen, Auszeichnungen, Anmerkungen) | Höchstplatzierung, Gesamtwochen, AuszeichnungChartplatzierungen (Jahr, Titel, Musiklabel, Platzierungen, Wochen, Auszeichnungen, Anmerkungen) | Höchstplatzierung, Gesamtwochen, AuszeichnungChartplatzierungen (Jahr, Titel, Musiklabel, Platzierungen, Wochen, Auszeichnungen, Anmerkungen) | Höchstplatzierung, Gesamtwochen, AuszeichnungChartplatzierungen (Jahr, Titel, Musiklabel, Platzierungen, Wochen, Auszeichnungen, Anmerkungen) | Anmerkungen                                               |
| Jahr | Titel Musiklabel                                       | DE | AT | CH | UK | FI | Anmerkungen                                               |
| ---- | ------------------------------------------------------ | --- | --- | --- | --- | --- | --------------------------------------------------------- |
| 2002 | Get Heavy BMG / Drakkar Entertainment                  | — | — | — | — | FI3 ×2Doppelplatin · (22 Wo.)FI | Erstveröffentlichung: 1. November 2002 Verkäufe: + 67.636 |
| 2004 | The Monsterican Dream BMG / Drakkar Entertainment      | DE70 (2 Wo.)DE | — | — | — | FI4 Platin · (8 Wo.)FI | Erstveröffentlichung: 14. April 2004 Verkäufe: + 33.102   |
| 2006 | The Arockalypse Sony BMG / Drakkar Entertainment       | DE7 Gold · (23 Wo.)DE | AT11 (21 Wo.)AT | CH8 (17 Wo.)CH | UK100 (1 Wo.)UK | FI1 ×2Doppelplatin · (52 Wo.)FI | Erstveröffentlichung: 10. März 2006 Verkäufe: + 127.149   |
| 2008 | Deadache Sony Music                                    | DE33 (2 Wo.)DE | AT51 (2 Wo.)AT | CH73 (1 Wo.)CH | — | FI5 (3 Wo.)FI | Erstveröffentlichung: 23. Oktober 2008                    |
| 2010 | Babez for Breakfast Sony Music                         | DE66 (1 Wo.)DE | AT71 (1 Wo.)AT | — | — | FI9 (2 Wo.)FI | Erstveröffentlichung: 10. September 2010                  |
| 2013 | To Beast or Not to Beast Sony Music                    | DE56 (1 Wo.)DE | AT67 (1 Wo.)AT | CH95 (1 Wo.)CH | — | FI8 (2 Wo.)FI | Erstveröffentlichung: 1. März 2013                        |
| 2014 | Scare Force One AFM Records                            | DE62 (1 Wo.)DE | — | — | — | FI13 (2 Wo.)FI | Erstveröffentlichung: 31. Oktober 2014                    |
| 2016 | Monstereophonic: Theaterror vs. Demonarchy AFM Records | DE52 (1 Wo.)DE | — | CH83 (1 Wo.)CH | — | FI10 (1 Wo.)FI | Erstveröffentlichung: 16. September 2016                  |
| 2018 | Sexorcism AFM Records                                  | DE20 (1 Wo.)DE | AT74 (1 Wo.)AT | CH64 (1 Wo.)CH | — | FI19 (1 Wo.)FI | Erstveröffentlichung: 25. Mai 2018                        |
| 2020 | Killection AFM Records                                 | DE13 (1 Wo.)DE | — | CH24 (1 Wo.)CH | — | FI8 (1 Wo.)FI | Erstveröffentlichung: 31. Januar 2020                     |
| 2023 | Screem Writers Guild Atomic Fire                       | DE28 (1 Wo.)DE | — | CH86 (1 Wo.)CH | — | FI7 (1 Wo.)FI | Erstveröffentlichung: 31. März 2023                       |
| 2025 | Limited Deadition Reigning Phoenix Music               | DE55 (1 Wo.)DE | AT64 (1 Wo.)AT | CH47 (1 Wo.)CH | — | FI28 (… Wo.)FI | Erstveröffentlichung: 21. März 2025                       |

## Filmografie
- The Kin (2004)
- Dark Floors – The Lordi Motion Picture (2008)

## Auszeichnungen
- 2003: Emma für das beste Hardrock/Metal-Album (Get Heavy) – die Emma ist der wichtigste finnische Musikpreis, vergleichbar mit dem deutschen ECHO
- 2006: ESC Radio Award 2006 für die beste Gruppe
- 2007: Fünf Emma-Awards für die Band des Jahres, den Song des Jahres (Hard Rock Hallelujah), das verkaufsstärkste Album des Jahres (The Arockalypse), den verkaufsstärksten Künstler im Ausland und das am häufigsten legal heruntergeladene Musikstück (Hard Rock Hallelujah)

## Trivia
Seit Ende 2006 befindet sich in Rovaniemi ein Restaurant mit dem Namen „Lordi’s“ (auch als Rocktaurant bezeichnet). Hier findet man neben Bandutensilien auch Bühnenausstattungen und Hard-Rock-Artefakte anderer Bands. Neben dem Restaurant im Erdgeschoss befindet sich auch eine Diskothek im Keller.
In finnischen Supermärkten gibt es 'Lordi-Cola' und 'Lordi-Bonbons’ zu kaufen.
Der Marktplatz in Rovaniemi erhielt 2006 nach ihrem ESC-Triumph den Namen Lordi-Platz (finnisch: Lordin aukio).
Der finnische Post-Dienst Itella brachte 2007 Lordi-Briefmarken heraus.